# كأس تركيا 2004–05
كأس تركيا 2004–05 (بالتركية: 2004-05 Türkiye Kupası)‏ هو موسم من كأس تركيا. أقيم خلال الفترة 27 أكتوبر 2004 وحتى 11 مايو 2005، وأشرف على تنظيمه اتحاد تركيا لكرة القدم، وكان عدد الأندية المشاركة فيه 32، وفاز فيه غلطة سراي.